# Channichthys normani
Channichthys normani är en fiskart som beskrevs av Balushkin, 1996. Channichthys normani ingår i släktet Channichthys och familjen Channichthyidae. Inga underarter finns listade i Catalogue of Life.